# Heinz Mirtschin
Heinz Mirtschin (* 8. Juni 1930 in Niederoderwitz) ist ein deutscher ehemaliger Parteifunktionär der SED in der DDR.
Z== Leben ==
Mirtschin erlernte den Beruf eines Webers und war später als Verwaltungsgehilfe tätig. Er wurde 1949 Mitglied der SED und hauptamtlicher Funktionär. Er war Mitarbeiter der Abteilung Leitende Organe der SED-Bezirksleitung Dresden, dann 2. bzw. von 1965 bis 1969 1. Sekretär der SED-Kreisleitung Löbau. Im Januar 1972 wurde er Leiter des Sektors Parteiorgane und im August 1983 stellvertretender Leiter der  Abteilung Parteiorgane des ZK der SED. Von 1981 bis 1986 war er Mitglied der Zentralen Revisionskommission der SED.
Mirtschin war zuletzt als Nachfolger von Horst Dohlus von 1986 bis zur Auflösung der SED 1989 Leiter der Abteilung Parteiorgane des ZK der SED und damit verantwortlich für die Anleitung der leitenden Parteiorgane auf regionaler Ebene und die Arbeit mit den Massenorganisationen. Von April 1986 bis Dezember 1989 war er Mitglied des ZK der SED.
Im November 1989 wurde er Sekretär einer Redaktionskommission, die ein Aktionsprogramm mit dem Titel Schritte zur Erneuerung erarbeitete. Dieser Redaktionskommission gehörten außer dem Vorsitzenden Siegfried Lorenz die Mitglieder Hans Modrow, Eberhard Heinrich, Wolfgang Herger, Helmut Koziolek, Werner Scheler, Gerd Schulz, Gerhard Schürer, Hans-Jürgen Trümper, Moritz Mebel, Wolfgang Junker, Hans-Joachim Hoffmann, Alexander Schalck-Golodkowski, Gerhard Beil, Horst Brünner, Wolfgang Rauchfuß, Werner Frohn, Oskar Fischer, Helga Labs, Hans-Joachim Willerding, Arnold Zimmermann sowie Helmut Semmelmann an.
Darüber hinaus wurde er im November 1989 durch Befehl 12-89 auch Mitglied der sogenannten Operativen Führungsgruppe Mauerfall des Nationalen Verteidigungsrates der DDR unter dem Vorsitz von Generaloberst Fritz Streletz. Diese Gruppe, der außerdem Generalleutnant Gerhard Neiber, Generaloberst Karl-Heinz Wagner, Kurt Nier, Generaloberst Klaus-Dieter Baumgarten sowie Harry Möbis angehörten, hatte „Informationen über die Gesamtlage auf dem Territorium der DDR zu sammeln und zu analysieren, ununterbrochen die Lage des Gegners einzuschätzen sowie Schlussfolgerungen bzw. Vorschläge für die gesamtstaatlichen Führungsentscheidungen vorzubereiten“.
Auf der Kreisdelegiertenkonferenz der SED-PDS der Humboldt-Universität Berlin wurde im Januar 1990 die Dringlichkeit unterstrichen, radikal mit den stalinistischen Befehlsstrukturen der alten SED zu brechen und die Partei konsequent zu demokratisieren. Weiter wurde auf der Konferenz gefordert, die Hauptverantwortlichen für die Politik der alten Parteiführung selbst dann unverzüglich aus der SED-PDS auszuschließen, wenn sie im Sinne des Strafrechts nicht schuldig sind. Dazu zählten neben Heinz Mirtschin auch Horst Dohlus, Kurt Hager, Joachim Herrmann, Erich Mückenberger, sowie auch Karl-Eduard von Schnitzler. Die Schiedskommission der PDS hat mit Schreiben vom 21. Februar 1990 einer solchen Forderung nicht entsprochen. 
Vom 7. Februar 1990 bis Oktober 1991 war Heinz Mirtschin als Kassenverwalter bei der Deutschen Post/Bundespost bis zu den Strukturänderungen tätig.

## Auszeichnungen
- 1981 Orden Banner der Arbeit Stufe I
- 1984 Vaterländischer Verdienstorden in Gold

## Veröffentlichungen
- Zur politisch-ideologischen und organisatorischen Tätigkeit der Parteigruppen, Mitautor Georg Ostermann, Berlin 1973
- Zur Arbeitsweise der Grundorganisationen der SED und ihrer Leitungen : Erfahrungen und Aufgaben, Berlin 1985